# Schlotheimia squarrosa
Schlotheimia squarrosa är en bladmossart som beskrevs av Bridel 1812. Schlotheimia squarrosa ingår i släktet Schlotheimia och familjen Orthotrichaceae. Inga underarter finns listade i Catalogue of Life.